# The Witcher 2: Assassins of Kings
The Witcher 2: Assassins of Kings (en polonais : Wiedźmin 2: Zabójcy królów) est la suite du jeu vidéo The Witcher développé par le studio CD Projekt. Il est sorti le 17 mai 2011 sur PC équipés de Windows. La version numérique du jeu, vendue sur Steam et GOG.com, est éditée par CD Projekt. Les versions boîtes sont quant à elles éditées par Namco Bandai Games en Europe, et par Atari Inc. en Amérique du Nord.
Une version totalement repensée pour la console est sortie sur Xbox 360 en avril 2012, un an après la sortie PC.
Le jeu est rendu rétrocompatible pour la console Xbox One en janvier 2016.

## Histoire
Basé sur l'univers médiéval-fantastique d'Andrzej Sapkowski, le jeu propose d'incarner Geralt de Riv, un « Sorceleur » (Witcher en anglais), un chasseur de monstres.

### Extrait du dossier de presse de mars 2010
Après avoir aidé à arrêter la rébellion fomentée par l’Ordre de la Rose Ardente et avoir sauvé la vie du Roi Foltest, Geralt est devenu l’une des figures centrales du tumulte politique dans le Royaume de Téméria. Le sorceleur a continué à protéger le Roi durant sa mission pour restaurer la paix dans le pays. Le dernier bastion de l’Ordre a plié devant l’armée royale. La seule tâche qui reste est de pacifier le château rebelle de la baronne La Valette, qui a annoncé sa sécession du Royaume. Cela fait un mois qu’on a tenté d’assassiner le Roi, quand son armée arrive aux portails de la forteresse de la Baronne, se préparant à la bataille finale. Pendant ce temps, Geralt, coincé avec Foltest, ne peut pas commencer sa quête personnelle : découvrir l’identité et l’origine du mystérieux assassin aux allures de sorceleur, responsable de la tentative d’assassinat de Foltest. Une quête qui répondrait à de nombreuses questions...

### Brève description de l’histoire
Le joueur prend le rôle de Geralt, un tueur de monstres professionnel qui s’est retrouvé embrigadé dans les troubles politiques du Royaume de Téméria en aidant à écraser la rébellion lancée par l’Ordre de la Rose Ardente, et qui a sauvé la vie du Roi en le protégeant d’un assassin aux allures de sorceleur. Dans la seconde partie de la saga, Geralt demeure au cœur des événements politiques. Il entame sa quête pour révéler l’identité d’un groupe d’assassins responsables du meurtre de dirigeants partout dans les Royaumes du Nord, pour découvrir leur connexion avec les sorceleurs ainsi que leurs mobiles. Son enquête le mènera jusqu’à la rivière Pontar, dans les tumultueuses régions frontalières entre Téméria, Kaedwen et Aedirn, où il sera pris dans un conflit opposant les plus puissantes forces de ce monde.

## Scénario
Il y a très longtemps, un sorceleur du nom de Geralt de Riv poursuivait, avec l'aide de trois autres sorceleurs (Letho de Guletta, Serrit et Auckes), la Chasse Sauvage, un groupe de chevaux et de cavaliers d'allure spectrale parcourant le ciel et enlevant des personnes dans divers villages. Celle-ci avait enlevé Yennefer, la femme qui aime Geralt et réciproquement. Un jour, Geralt sauve la vie de Letho. Arrivés à l'Arbre du Pendu, un elfe de la Chasse Sauvage apparait devant eux, toujours d'apparence spectrale mais son visage était visible. Geralt lui propose de le prendre lui-même et d'épargner Yennefer, l'elfe accepte et Geralt disparaît. Les trois autres sorceleurs poursuivent leur route avec Yennefer et se font capturer par des soldats nilfgaardiens. Ils sont interrogés séparément et au bout d'un moment, l'empereur de Nilfgaard propose une mission aux trois sorceleurs : tuer les rois du Nord pour y semer le chaos, préparant le terrain pour une invasion. Yennefer reste vraisemblablement enfermée à la capitale de Nilfgaard pendant que les têtes couronnées tombent. Demavend, roi d'Aedirn, est assassiné sur son propre navire.

### Galerie

Sortie en Pologne Wiedźmin 2: Zabójcy królów
Sortie à l'international The Witcher 2: Assassins of Kings

### Prologue

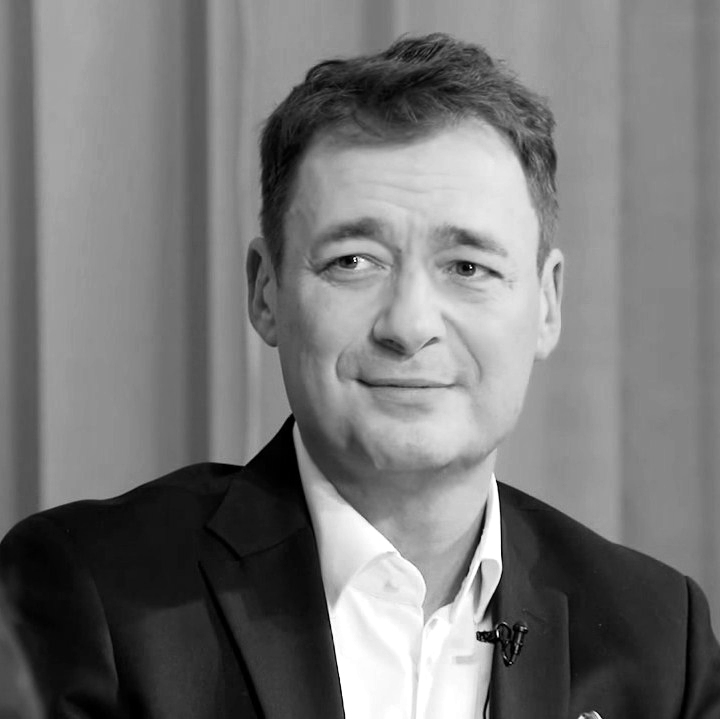
Jacek Rozenek, interprète de Geralt de Riv dans la version polonaise.

Le jeu commence avec Geralt qui est enfermé en prison, il se fait interroger par Vernon Roche, commandant des Stries Bleues (services secrets témériens, Téméria étant un des Royaumes du Nord). Au travers de l'interrogatoire, Geralt revit l'assaut sur la forteresse de la Baronne Maria-Louisa de La Vallette ; il y aide le roi Foltest de Téméria à récupérer ses enfants. Ceux-ci sont bâtards car leur père n'est pas le baron de La Vallette et Foltest craint (à raison) qu'ils soient utilisés comme moyens de pression par les nobles qui pourraient trahir la baronne. Foltest a déjà échappé à une tentative d'assassinat à la fin du jeu précédent et bien que l'assaut se déroule bien puis soit fortement mis en péril par une attaque de dragon, lui et le sorceleur arrivent à la tour où se trouvent les enfants, ces derniers étant accompagnés par un moine aveugle et encapuchonné. Geralt fait preuve d'inattention et le moine, qui n'était autre que Letho, en profite pour assassiner Foltest et s'échapper avec l'aide de Scoia'taels. Geralt est découvert, épée dégainée, devant le cadavre du roi et est arrêté ; c'est ainsi qu'il s'est retrouvé en prison. Après que Vernon lui eut donné la clé de ses menottes pour qu'il s'échappe et pourchasse le vrai tueur de rois, Geralt découvre que la baronne était enfermée et que l'ambassadeur de Nilfgaard est venu négocier avec elle.

### Acte I
Geralt, Triss Merigold (une magicienne avec qui Geralt dormait avant l'assaut), Vernon Roche et ses hommes quittent la forteresse des La Vallette, pour rejoindre une ville du nom de Flotsam, près de laquelle se trouvent des Scoia'taels et leur chef, Iorveth. Geralt et Triss y retrouvent leurs amis, Jaskier et Zoltan, et les sauvent de la potence car le premier était accusé de débauche, pourtant légale, vu la présence d'un bordel en ville, et le deuxième, un nain, condamné d'avoir été vu en présence de Scoia'taels. Pendant leur séjour, Geralt devra combattre le Keyran, créature semblable à un kraken, avec l'aide de Sheala de Tancarville, une autre magicienne ; retrouver sa mémoire et poursuivre le tueur de rois. Il aura aussi une chance (s'il ne se fait pas repérer dans une certaine mission) de détruire la baliste de Bernard Loredo, le commandant de Flotsam, pour réduire son pouvoir sur les navires marchands. Geralt apprend du bras droit capturé des Scoia'taels, Ciaran, que Letho veut tuer Iorveth, maintenant qu'il n'a plus besoin de lui. Geralt va le lui apprendre et conclut un marché : vu qu'ils ont maintenant un ennemi commun, ils vont s'associer pour le coincer. Geralt rejoint Letho avec Iorveth capturé, mais après que les archers elfes aient mis en joue Letho, Vernon et ses hommes apparaissent et foncent dans la mêlée. Le joueur peut choisir d'assommer Iorveth ou de lui donner son arme ; s'ensuit un combat entre les deux sorceleurs dont Letho sort vainqueur mais où il épargne Geralt car il n'a rien contre lui et ce dernier lui avait sauvé la vie. Letho lui dit avant de partir qu'il va se téléporter en Haut-Aedirn en forçant Triss à user de ses pouvoirs.
De retour à Flotsam, il constate qu'un pogrom a éclaté en ville : il s'est dit dans la ville que beaucoup d'hommes de Roche sont morts lors de l'assaut sur les Scoia'taels, les hommes tuent tous les non-humains (nains, elfes) mais certains peuvent être sauvés par le joueur. Geralt va voir ce qu'il est advenu de Triss et apprend de la patronne du bordel ou d'une prostituée (selon les choix du joueur) que Triss et Cédric, elfe de Flotsam, ont tué le garde du corps de Sheala et communiqué avec Philippa Eilhart, la chef de la Loge des Magiciennes, via un mégascope. Il rencontre Cédric agonisant, qui finit par mourir, et de là, plusieurs possibilités s'offrent au joueur, rendant les deux actes suivants totalement différents :
- Confirmer son alliance avec Roche, le joueur s'alliera donc lors de l'acte 2 avec le roi Henselt de Kaedwen
- Confirmer son alliance avec Iorveth, le joueur se rangera donc pendant l'acte 2 du côté de Vergen, ville naine d'Aedirn, avec toutefois des paysans et nobles humains.

Si le joueur choisit d'aider Iorveth, il prendra d'assaut la barge pénitentiaire du port de Flotsam et devra choisir entre poursuivre et tuer Loredo ou sauver des femmes elfes enfermées dans un bâtiment incendié par ce dernier.
S'il choisit de rester du côté de Vernon Roche, il ira tuer Loredo dans sa demeure. Enfin, Geralt quitte Flotsam en bateau vers le haut-Aedirn avec ses amis et celui qu'il aura décidé d'aider.

### Acte II

#### Alliance avec Roche
Geralt et Roche se retrouvent impliqués dans le conflit en cours dans le haut-Aedirn. Ils choisissent de combattre aux côtés de Henselt, roi de Kaedwen. Geralt découvre l'existence d'une conspiration au sein de l'armée kaedwenienne contre Henselt, qui est accusé de trahir Kaedwen en complotant avec Nilfgaard. Geralt mate cette rébellion avant de se remettre sur la trace de Triss. Il lève une malédiction lancée sur Henselt par la magicienne Sabrina, ex-conseillère du roi condamnée au bûcher trois ans auparavant à la suite d'un sort qui avait décimé tant l’armée ennemie que l'armée kaedwenienne. Il lève également une malédiction sur le champ de bataille, activée après que les négociations entre Kaedwen et les rebelles aedirniens aient mal tournées, qui empêche Henselt d'attaquer Vergen, ville d'Aedirn avec une grande population de non-humains.
De retour au camp kaedwenien, Geralt défend Henselt d'une tentative d'assassinat par deux sorceleurs. Avec l'aide du magicien Detmold, conseiller du roi, il utilise la nécromancie sur le cadavre de l'un des assassins pour retrouver la trace de l'autre et découvrir qu'ils étaient de connivence avec Letho et la magicienne Sheala de Tancarville. Celle se trouve avoir fui avec sa consœur Philippa Eilhart et la meneuse de la rébellion Saskia vers Loc Muinne, ville elfique dans les Montagnes Bleues à l'Est de Kaedwen, où vont se réunir tous les grands dirigeants.
Henselt découvre que Vernon Roche avait monté avec Foltest le complot contre lui. Il massacre donc la plupart de ses hommes et viole son bras droit Cyn, avant de partir assaillir Vergen. Là-bas, Geralt vainc la garde personnelle du roi. Le joueur peut alors laisser Roche assouvir sa soif de vengeance en tuant Henselt, ce qui déclenche une guerre civile en Kaedwen, ou au contraire le convaincre de le laisser en vie. Dans tous les cas, Geralt et Roche s'en vont à Loc Muinne.

#### Alliance avec Iorveth
Geralt et Iorveth se retrouvent impliqués dans le conflit entre Kaedwen, mené par Henselt, et les rebelles d'Aedirn, aux côtés desquels il se rangent. Après que les négociations aient mal tournées, Henselt active une malédiction sur le champ de bataille, finalement levée par Geralt.
À Vergen cependant, la meneuse des rebelles Saskia est empoisonnée, et Geralt aide la magicienne Phillipa Eilhart à la soigner. Il constate que l'empoisonneur est le prince Stennis, héritier d'Aedirn et fils du roi assassiné Demavend, qui sentait son influence menacée par la grande popularité de Saskia. Geralt doit se décider entre abandonner Stennis à la population ou le remettre aux autorités en vue d'un procès.
Les rebelles finissent par vaincre l'armée kaedwenienne, et Henselt doit se résigner à accepter les conditions de Saskia. Geralt découvre cependant que cette dernière est en réalité un dragon prenant une apparence humaine, contrôlé par Phillipa Eilhart, qui se téléporte avec elle à Loc Muinne. Geralt et Iorveth partent alors vers la cité elfique.

### Acte III
Geralt arrive à Loc Muinne en compagnie de Vernon Roche ou de Iorveth, en fonction du choix fait à l'acte I. C'est dans cette ville elfique en ruine que doit se discuter la réinstauration du Conclave, un corps de mages réglementant les pratiques magiques. Les grands dirigeants sont également présents.
S'il s'est allié à Roche, Geralt doit choisir entre partir à la recherche de Triss et sauver Anaïs de La Valette, jeune héritière du trône de Téméria détenue par Detmold. Dans le second cas, il doit également se décider entre remettre la fillette au roi Radowid de Rédanie, qui promet de se rapprocher de Téméria en mariant Anaïs, ou la remettre à la Téméria pour tenter de conserver l'unité de celle-ci. S'il s'est au contraire allié à Ioverth, Geralt doit choisir entre chercher Triss et sauver Phillipa Eilhart, qui est la seule à pouvoir lever le sort contrôlant Saskia.
Alors que Geralt arrive au conseil des mages, celui-ci est interrompu par l'arrivée des forces nilfgaardienne et de Letho, qui révèle le complot des magiciennes. Sheala de Tancarville s'enfuit alors que Saskia, sous sa forme de dragon et contrôlée par Phillipa, attaque l'amphithéâtre où se tient le conseil. Sheala, poursuivie par Geralt, tente de se téléporter avec son mégascope qui s'avère saboté. Après avoir décidé de l'aider ou de l'abandonner à son sort funeste, Geralt affronte le dragon. À l'issue de sa victoire, Geralt peut l'achever, l'épargner ou, s'il avait sauvé Philippa, briser le sort qui la contrôle.

### Épilogue
Si Triss a été secourue du camp nilfgaardien par Geralt, le Conclave est réinstitué. Dans le cas contraire, Triss est tout de même sauvée par Letho, mais une époque de persécution des pratiquants de la magie débute dans les royaumes du Nord. De retour à Loc Muinne, Geralt rencontre Letho, qui dévoile un complot nilfgaardien visant à déstabiliser les royaumes du Nord tout en faisant porter la responsabilité à la Loge des Magiciennes, l'empereur de Nilfgaard l'ayant convaincu par la promesse de reconstruire son école de sorceleur, celle de la vipère. Il informe également Geralt que Yennefer est en vie en Nilfgaard. Geralt choisit alors de le combattre ou de le laisser partir. Il quitte enfin Loc Muinne en compagnie de Triss et de Roche ou Iorveth.
Une scène post-crédits dévoile l'invasion nilfgaardienne des royaumes du Nord.

## Développement
The Witcher 2: Assassins of Kings est annoncé en mars 2010. Le jeu utilise RedEngine, le moteur de jeu développé par CD Projekt, à l'inverse du premier opus qui utilisait une version modifiée de l'Aurora Engine développé par Bioware. Havok est utilisé comme moteur physique.

## Réception

### Ventes
Le jeu est vendu dans 4 éditions différentes comportant toutes, en plus du jeu, de nombreux bonus tels que les musiques ou un guide. Les acheteurs peuvent donc se procurer une version dématérialisée, vendue sur différentes plateformes de jeux dématérialisés ou deux éditions matérielles, l'édition Premium ayant le même contenu que la version dématérialisée et une édition Collector contenant des ajouts supplémentaires tel qu'un livre d'artworks, un buste de Geralt et un jeu de dés. Cette dernière version contient également un contenu téléchargeable inédit pour le jeu qui change selon le vendeur. La dernière édition se nomme Enhanced Edition et est disponible uniquement sur Xbox 360 en tant que telle, mais les contenus qui font évoluer le jeu sont disponibles en mise à jour gratuite pour les joueurs PC.